# Calamus travancoricus
Calamus travancoricus är en enhjärtbladig växtart som beskrevs av Richard Henry Beddome och Odoardo Beccari. Calamus travancoricus ingår i släktet Calamus och familjen Arecaceae. Inga underarter finns listade i Catalogue of Life.